# Pelea sandwicensis
Pelea sandwicensis là một loài thực vật có hoa trong họ Cửu lý hương. Loài này được (Gaudich. ex Hook. & Arn.) A. Gray mô tả khoa học đầu tiên năm 1854.